# Anavia Battle
Anavia Battle (Inkster, 28 marzo 1999) è una velocista statunitense.

## Progressione

### 60 metri piani
| Stagione | Misura  | Luogo     | Data      | Rank. Mond. |
| -------- | ------- | --------- | --------- | ----------- |
| 2024     | 7"29(i) | Clemson   | 9-2-2024  |             |
| 2022     | 7"24(i) | Lexington | 29-1-2022 |             |
| 2021     | 7"35(i) | Ann Arbor | 16-1-2021 |             |
| 2020     | 7"29(i) | Geneva    | 29-2-2020 |             |
| 2019     | 7"28(i) | Ann Arbor | 23-2-2019 |             |
| 2018     | 7"42(i) | Geneva    | 23-2-2018 |             |
| 2017     | 7"55(i) | New York  | 10-3-2017 |             |
| 2016     | 7"75(i) | Lexington | 20-2-2016 |             |

### 100 metri piani
| Stagione | Misura | Luogo        | Data      | Rank. Mond. |
| -------- | ------ | ------------ | --------- | ----------- |
| 2025     | 10"98  | Gainesville  | 19-4-2025 |             |
| 2024     | 11"09  | Eugene       | 22-6-2024 |             |
| 2023     | 11"31  | Austin       | 4-3-2023  |             |
| 2022     | 11"17  | Columbia     | 16-4-2022 |             |
| 2021     | 11"18  | Jacksonville | 27-5-2021 |             |
| 2019     | 11"25  | Columbia     | 13-4-2019 |             |
| 2018     | 11"47  | Bloomington  | 12-5-2018 |             |
| 2017     | 11"80  | Ypsilanti    | 2-8-2017  |             |
| 2016     | 11"90  | Greensboro   | 17-6-2016 |             |
| 2015     | 12"57  | Norfolk      | 3-8-2015  |             |

### 200 metri piani
| Stagione | Misura   | Luogo       | Data      | Rank. Mond. |
| -------- | -------- | ----------- | --------- | ----------- |
| 2025     | 22"38    | Shaoxing    | 3-5-2025  |             |
| 2024     | 22"27    | Roma        | 30-8-2024 |             |
| 2023     | 22"47    | Bydgoszcz   | 6-6-2023  |             |
| 2022     | 22"26    | Eugene      | 9-6-2022  |             |
| 2021     | 21"95    | Eugene      | 26-6-2021 |             |
| 2020     | 22"66(i) | Clemson     | 15-2-2020 |             |
| 2019     | 22"54    | Gainesville | 29-3-2019 |             |
| 2018     | 22"94    | Bloomington | 13-5-2018 |             |
| 2017     | 23"55    | Ypsilanti   | 1-8-2017  |             |
| 2016     | 23"92    | Greensboro  | 19-6-2016 |             |

## Palmarès
| Anno                                | Manifestazione | Sede  | Evento      | Risultato  | Prestazione | Note  |
| ----------------------------------- | -------------- | ----- | ----------- | ---------- | ----------- | ----- |
| In rappresentanza degli Stati Uniti |                |       |             |            |             |       |
| 2021                                | Olimpiade      | Tokyo | 200 m piani | Semifinale | 23"02       | [ 1 ] |

## Campionati nazionali
2021
- Bronzo ai trials olimpici statunitensi (Eugene) - 200 metri piani - 21"95

2022
- 29ª in batteria campionati statunitensi (Eugene) - 100 metri piani - 11"45
- 14ª in semifinale campionati statunitensi (Eugene) - 200 metri piani - 22"72

2023
- 13ª in semifinale campionati statunitensi (Eugene) - 200 metri piani - 22"76

2024
- 10ª in batteria ai campionati statunitensi indoor (Albuquerque) - 60 metri piani - 7"34
- 9ª ai trials olimpici statunitensi (Eugene) - 100 metri piani - 11"12
- 10ª in semifinale ai trials olimpici statunitensi (Eugene) - 200 metri piani - 22"41

## Altre competizioni internazionali
2024
- 4ª allo Xiamen Diamond League ( Xiamen), 200 m piani - 23"02
- Argento al Shanghai Diamond League ( Suzhou), 200 m piani - 22"99
- 4ª ai Bislett Games ( Oslo), 200 m piani - 22"84
- 4ª ai Bauhaus-Galan ( Stoccolma), 200 m piani - 22"98
- Argento al Golden Gala Pietro Mennea ( Roma), 200 m piani - 22"27
- Bronzo al Memorial Van Damme ( Bruxelles), 200 m piani - 22"61

2025
- Oro allo Xiamen Diamond League ( Xiamen), 200 m piani - 22"41[2]
- Oro al Shanghai Diamond League ( Shaoxing), 200 m piani - 22"38[3]
- Oro al Golden Gala Pietro Mennea ( Roma), 200 m piani - 22"53
- Oro al Meeting de Paris ( Parigi), 200 m piani - 22"27